# 타카노 아키라 (배우)
타카노 아키라(일본어: 高野 洸 たかの あきら[*], 1997년 7월 22일 ~ )는 일본의 가수, 무용가이자 배우이다.